# Major League Soccer 2019
La temporada 2019 de la Major League Soccer (MLS) fue la vigésimo cuarta edición realizada de la primera división del fútbol en los Estados Unidos y Canadá. Empezó el 2 de marzo y terminó el 10 de noviembre con la final de la MLS Cup, donde Seattle Sounders FC se proclamó campeón por segunda vez en su historia luego de derrotar al Toronto FC con marcador de 3-1.

## Cambios
- FC Cincinnati se unió a la liga como equipo de expansión para esta temporada 2019.
- Minnesota United empezó a jugar en su estadio específico de fútbol, el Allianz Field.
- A partir de esta temporada, los playoffs de la MLS se expandieron de 12 a 14 equipos.
- La temporada 2019 cambió el diseño del balón, siendo nombrado Nativo Questra.[1]

## Información de los equipos
| Equipo                                     | Ciudad            | Entrenador                 | Estadio                    | Aforo   | Patrocinador              | Marca  |
| ------------------------------------------ | ----------------- | -------------------------- | -------------------------- | ------- | ------------------------- | ------ |
| Atlanta United                             | Atlanta           | Frank de Boer              | Mercedes-Benz Stadium      | 42 500  | American Family Insurance | Adidas |
| Chicago Fire                               | Bridgeview        | Veljko Paunović            | SeatGeek Stadium           | 20 000  | Motorola Mobility         | Adidas |
| Colorado Rapids                            | Commerce City     | Robin Fraser               | Dick's Sporting Goods Park | 18 061  | Transamerica              | Adidas |
| Columbus Crew                              | Columbus          | Caleb Porter               | Mapfre Stadium             | 19 968  | Acura                     | Adidas |
| D.C. United                                | Washington D. C.  | Ben Olsen                  | Audi Field                 | 20 000  | Leidos                    | Adidas |
| FC Cincinnati                              | Cincinnati        | Ron Jans                   | Nippert Stadium            | 33 800  | Mercy Health              | Adidas |
| FC Dallas                                  | Frisco            | Luis González              | Toyota Stadium             | 20 500  | AdvoCare                  | Adidas |
| Houston Dynamo                             | Houston           | Davy Arnaud                | BBVA Stadium               | 22 039  | MD Anderson               | Adidas |
| Los Angeles FC                             | Los Ángeles       | Bob Bradley                | Banc of California Stadium | 22 000  | YouTube TV                | Adidas |
| Los Angeles Galaxy                         | Carson            | Guillermo Barros Schelotto | Dignity Health Sports Park | 27 000  | Herbalife                 | Adidas |
| Minnesota United                           | Saint Paul        | Adrian Heath               | Allianz Field              | 19 400  | Target                    | Adidas |
| Montreal Impact                            | Montreal          | Wílmer Cabrera             | Estadio Saputo             | 20 801  | Banco de Montreal         | Adidas |
| New England Revolution                     | Foxborough        | Bruce Arena                | Gillette Stadium           | 25 000  | UnitedHealth Group        | Adidas |
| New York City FC                           | Bronx, Nueva York | Domènec Torrent            | Yankee Stadium             | 28 940  | Etihad Airways            | Adidas |
| New York Red Bulls                         | Harrison          | Chris Armas                | Red Bull Arena             | 25 000  | Red Bull                  | Adidas |
| Orlando City                               | Orlando           | James O'Connor             | Exploria Stadium           | 25 500  | Orlando Health            | Adidas |
| Philadelphia Union                         | Chester           | Jim Curtin                 | Talen Energy Stadium       | 18 500  | Bimbo Bakeries USA        | Adidas |
| Portland Timbers                           | Portland          | Giovanni Savarese          | Providence Park            | 25 000  | Alaska Airlines           | Adidas |
| Real Salt Lake                             | Sandy             | Freddy Juarez              | Rio Tinto Stadium          | 20 180  | LifeVantage               | Adidas |
| San Jose Earthquakes                       | San José          | Matías Almeyda             | Avaya Stadium              | 18 000  | Sin Patrocinador          | Adidas |
| Seattle Sounders                           | Seattle           | Brian Schmetzer            | CenturyLink Field          | 39 419  | Zulily                    | Adidas |
| Sporting Kansas City                       | Kansas City       | Peter Vermes               | Children's Mercy Park      | 18 467} | Ivy Funds                 | Adidas |
| Toronto FC                                 | Toronto           | Greg Vanney                | BMO Field                  | 29 489  | Banco de Montreal         | Adidas |
| Vancouver Whitecaps                        | Vancouver         | Marc Dos Santos            | BC Place                   | 22 120  | Bell Canada               | Adidas |
| Datos actualizados al 25 de agosto de 2019 |                   |                            |                            |         |                           |        |

### Equipos por región
Estados Unidos
| Estado           | N.º | Equipos                                                   |
| ---------------- | --- | --------------------------------------------------------- |
| California       | 3   | Los Angeles FC, Los Angeles Galaxy y San Jose Earthquakes |
| Ohio             | 2   | Columbus Crew y FC Cincinnati                             |
| Texas            | 2   | FC Dallas y Houston Dynamo                                |
| Colorado         | 1   | Colorado Rapids                                           |
| Florida          | 1   | Orlando City                                              |
| Georgia          | 1   | Atlanta United FC                                         |
| Illinois         | 1   | Chicago Fire                                              |
| Kansas           | 1   | Sporting Kansas City                                      |
| Massachusetts    | 1   | New England Revolution                                    |
| Minnesota        | 1   | Minnesota United FC                                       |
| Nueva Jersey     | 1   | New York Red Bulls                                        |
| Nueva York       | 1   | New York City FC                                          |
| Oregón           | 1   | Portland Timbers                                          |
| Pensilvania      | 1   | Philadelphia Union                                        |
| Utah             | 1   | Real Salt Lake                                            |
| Washington       | 1   | Seattle Sounders FC                                       |
| Washington D. C. | 1   | D.C. United                                               |

Canadá
| Provincia          | N.º | Equipos                |
| ------------------ | --- | ---------------------- |
| Columbia Británica | 1   | Vancouver Whitecaps FC |
| Ontario            | 1   | Toronto FC             |
| Quebec             | 1   | Montreal Impact        |

## Posiciones

### Conferencia Este
| Pos. | Equipos                | PJ | G  | E  | P  | GF | GC | Dif. | Pts. | Clasificación                                                      |
| ---- | ---------------------- | -- | -- | -- | -- | -- | -- | ---- | ---- | ------------------------------------------------------------------ |
| 1    | New York City FC       | 34 | 18 | 9  | 6  | 63 | 42 | +21  | 64   | Semifinales de Conferencia y Liga de Campeones de la Concacaf 2020 |
| 2    | Atlanta United FC      | 34 | 18 | 4  | 12 | 58 | 43 | +15  | 58   | Primera Ronda y Liga de Campeones de la Concacaf 2020              |
| 3    | Philadelphia Union     | 34 | 16 | 7  | 11 | 58 | 50 | +8   | 55   | Primera Ronda y Leagues Cup 2020                                   |
| 4    | Toronto FC             | 34 | 13 | 11 | 10 | 57 | 52 | +5   | 50   | Primera Ronda y Leagues Cup 2020                                   |
| 5    | D.C. United            | 34 | 13 | 11 | 10 | 42 | 38 | +4   | 50   | Primera Ronda y Leagues Cup 2020                                   |
| 6    | New York Red Bulls     | 34 | 14 | 6  | 14 | 53 | 51 | +2   | 48   | Primera Ronda y Leagues Cup 2020                                   |
| 7    | New England Revolution | 34 | 11 | 12 | 11 | 50 | 57 | -7   | 45   | Primera Ronda                                                      |
| 8    | Chicago Fire           | 34 | 10 | 12 | 12 | 55 | 47 | +8   | 42   |                                                                    |
| 9    | Montreal Impact        | 34 | 12 | 5  | 17 | 47 | 60 | -13  | 41   |                                                                    |
| 10   | Columbus Crew          | 34 | 10 | 8  | 16 | 39 | 47 | -8   | 38   |                                                                    |
| 11   | Orlando City           | 34 | 9  | 10 | 15 | 44 | 52 | -8   | 37   |                                                                    |
| 12   | FC Cincinnati          | 34 | 6  | 6  | 22 | 31 | 75 | -44  | 24   |                                                                    |

### Conferencia Oeste
| Pos. | Equipos              | PJ | G  | E  | P  | GF | GC | Dif. | Pts. | Clasificación                                                      |
| ---- | -------------------- | -- | -- | -- | -- | -- | -- | ---- | ---- | ------------------------------------------------------------------ |
| 1    | Los Angeles FC       | 34 | 21 | 9  | 4  | 85 | 37 | +48  | 72   | Semifinales de Conferencia y Liga de Campeones de la Concacaf 2020 |
| 2    | Seattle Sounders     | 34 | 16 | 8  | 10 | 52 | 49 | +3   | 56   | Primera Ronda y Liga de Campeones de la Concacaf 2020              |
| 3    | Minnesota United     | 34 | 15 | 8  | 11 | 52 | 43 | +9   | 53   | Primera Ronda y Leagues Cup 2020                                   |
| 4    | Real Salt Lake       | 34 | 16 | 5  | 13 | 46 | 41 | +5   | 53   | Primera Ronda y Leagues Cup 2020                                   |
| 5    | Los Angeles Galaxy   | 34 | 16 | 3  | 15 | 58 | 59 | -1   | 51   | Primera Ronda y Leagues Cup 2020                                   |
| 6    | Portland Timbers     | 34 | 14 | 7  | 13 | 52 | 49 | +3   | 49   | Primera Ronda y Leagues Cup 2020                                   |
| 7    | FC Dallas            | 34 | 13 | 9  | 12 | 54 | 46 | +8   | 48   | Primera Ronda                                                      |
| 8    | San Jose Earthquakes | 34 | 13 | 5  | 16 | 52 | 55 | -3   | 44   |                                                                    |
| 9    | Colorado Rapids      | 34 | 12 | 6  | 18 | 57 | 62 | -5   | 42   |                                                                    |
| 10   | Houston Dynamo       | 34 | 12 | 4  | 18 | 49 | 59 | -10  | 40   |                                                                    |
| 11   | Sporting Kansas City | 34 | 10 | 8  | 16 | 49 | 67 | -18  | 38   |                                                                    |
| 12   | Vancouver Whitecaps  | 34 | 8  | 10 | 16 | 36 | 58 | -22  | 34   |                                                                    |

### Tabla General
| Pos. | Equipos                | PJ | G  | E  | P  | GF | GC | Dif. | Pts. | Clasificación                                          |
| ---- | ---------------------- | -- | -- | -- | -- | -- | -- | ---- | ---- | ------------------------------------------------------ |
| 1    | Los Angeles FC         | 34 | 21 | 9  | 4  | 85 | 37 | +48  | 72   | MLS Supporters Shield, Liga de Campeones Concacaf 2020 |
| 2    | New York City FC       | 34 | 18 | 10 | 6  | 63 | 42 | +21  | 64   | Liga de Campeones de la Concacaf 2020                  |
| 3    | Atlanta United FC      | 34 | 18 | 4  | 12 | 58 | 43 | +15  | 58   | Liga de Campeones de la Concacaf 2020                  |
| 4    | Seattle Sounders       | 34 | 16 | 8  | 10 | 52 | 49 | +3   | 56   | Liga de Campeones de la Concacaf 2020                  |
| 5    | Philadelphia Union     | 34 | 16 | 7  | 11 | 58 | 50 | +8   | 55   | Leagues Cup 2020                                       |
| 6    | Real Salt Lake         | 34 | 15 | 8  | 11 | 52 | 43 | +9   | 53   | Leagues Cup 2020                                       |
| 7    | Minnesota United       | 34 | 16 | 5  | 13 | 46 | 41 | +6   | 53   | Leagues Cup 2020                                       |
| 8    | Los Angeles Galaxy     | 34 | 16 | 3  | 15 | 58 | 59 | -1   | 51   | Leagues Cup 2020                                       |
| 9    | Toronto FC             | 34 | 13 | 11 | 10 | 57 | 52 | +5   | 50   | Leagues Cup 2020                                       |
| 10   | D.C. United            | 34 | 12 | 11 | 10 | 42 | 38 | +4   | 50   | Leagues Cup 2020                                       |
| 11   | Portland Timbers       | 34 | 14 | 7  | 13 | 52 | 49 | +3   | 49   | Leagues Cup 2020                                       |
| 12   | New York Red Bulls     | 34 | 13 | 9  | 12 | 54 | 46 | +8   | 48   | Leagues Cup 2020                                       |
| 13   | FC Dallas              | 34 | 14 | 6  | 14 | 53 | 51 | +2   | 48   |                                                        |
| 14   | New England Revolution | 34 | 11 | 12 | 11 | 50 | 57 | -7   | 45   |                                                        |
| 15   | San Jose Earthquakes   | 34 | 13 | 5  | 16 | 52 | 55 | -3   | 44   |                                                        |
| 16   | Chicago Fire           | 34 | 10 | 12 | 12 | 55 | 47 | +8   | 42   |                                                        |
| 17   | Colorado Rapids        | 34 | 12 | 6  | 16 | 57 | 62 | -5   | 42   |                                                        |
| 18   | Montreal Impact        | 34 | 12 | 5  | 17 | 47 | 60 | -13  | 41   |                                                        |
| 19   | Houston Dynamo         | 34 | 12 | 4  | 18 | 49 | 59 | -10  | 40   |                                                        |
| 20   | Columbus Crew          | 34 | 10 | 8  | 16 | 39 | 47 | -8   | 38   |                                                        |
| 21   | Sporting Kansas City   | 34 | 10 | 8  | 16 | 49 | 67 | -18  | 38   |                                                        |
| 22   | Orlando City           | 34 | 9  | 10 | 15 | 44 | 52 | -8   | 37   |                                                        |
| 23   | Vancouver Whitecaps    | 34 | 8  | 10 | 16 | 36 | 58 | -22  | 34   |                                                        |
| 24   | FC Cincinnati          | 34 | 6  | 6  | 22 | 31 | 75 | -44  | 24   |                                                        |

## Resultados
- Los horarios corresponden al huso horario de Estados Unidos (Hora del Este)

| Philadelphia Union   | 1 - 3 | Toronto                | Talen Energy Stadium       | 2 de marzo | 13:00 |
| Orlando City         | 2 - 2 | New York City          | Orlando City Stadium       | 2 de marzo | 14:30 |
| Columbus Crew        | 1 - 1 | New York Red Bulls     | Mapfre Stadium             | 2 de marzo | 16:30 |
| Dallas               | 1 - 1 | New England Revolution | Toyota Stadium             | 2 de marzo | 16:30 |
| Colorado Rapids      | 3 - 3 | Portland Timbers       | Dick's Sporting Goods Park | 2 de marzo | 18:00 |
| Vancouver Whitecaps  | 2 - 3 | Minnesota United       | BC Place                   | 2 de marzo | 18:00 |
| Houston Dynamo       | 1 - 1 | Real Salt Lake         | BBVA Compass Stadium       | 2 de marzo | 18:00 |
| Los Angeles Galaxy   | 2 - 1 | Chicago Fire           | Dignity Health Sports Park | 2 de marzo | 20:00 |
| San José Earthquakes | 2 - 1 | Montreal Impact        | Avaya Stadium              | 2 de marzo | 22:00 |
| Seattle Sounders     | 4 - 1 | Cincinnati             | CenturyLink Field          | 2 de marzo | 22:00 |
| D.C. United          | 2 - 0 | Atlanta United         | Audi Field                 | 3 de marzo | 18:00 |
| Los Angeles          | 2 - 1 | Sporting Kansas City   | Banc of California Stadium | 3 de marzo | 20:30 |

| Chicago Fire           | 1 - 1 | Orlando City        | SeatGeek Stadium           | 9 de marzo  | 13:00 |
| New England Revolution | 0 - 2 | Columbus Crew       | Gillette Stadium           | 9 de marzo  | 14:00 |
| Dallas                 | 2 - 0 | Los Angeles Galaxy  | Toyota Stadium             | 9 de marzo  | 15:30 |
| Houston Dynamo         | 2 - 1 | Montreal Impact     | BBVA Compass Stadium       | 9 de marzo  | 17:00 |
| Real Salt Lake         | 1 - 0 | Vancouver Whitecaps | Rio Tinto Stadium          | 9 de marzo  | 18:00 |
| San José Earthquakes   | 0 - 3 | Minnesota United    | Avaya Stadium              | 9 de marzo  | 20:00 |
| Seattle Sounders       | 2 - 0 | Colorado Rapids     | CenturyLink Field          | 9 de marzo  | 22:00 |
| New York City          | 0 - 0 | D.C. United         | Yankee Stadium             | 10 de marzo | 16:30 |
| Sporting Kansas City   | 2 - 0 | Philadelphia Union  | Children's Mercy Park      | 10 de marzo | 14:00 |
| Atlanta United         | 1 - 1 | Cincinnati          | Mercedes-Benz Stadium      | 10 de marzo | 20:00 |
| Los Angeles            | 4 - 0 | Portland Timbers    | Banc of California Stadium | 10 de marzo | 18:30 |
| Toronto                | 3 - 1 | New York Red Bull   | BMO Field                  | 17 de julio | 20:00 |

| Chicago Fire       | 2 - 4 | Seattle Sounders       | SeatGeek Stadium           | 16 de marzo | 12:00 |
| Columbus Crew      | 1 - 0 | Dallas                 | Mapfre Stadium             | 16 de marzo | 13:00 |
| Houston Dynamo     | 3 - 2 | Vancouver Whitecaps    | BBVA Compass Stadium       | 16 de marzo | 14:00 |
| New York Red Bull  | 4 - 1 | San José Earthquakes   | Red Bull Arena             | 16 de marzo | 14:30 |
| Orlando City       | 1 - 3 | Montreal Impact        | Orlando City Stadium       | 16 de marzo | 15:00 |
| D.C. United        | 5 - 0 | Real Salt Lake         | Audi Field                 | 16 de marzo | 19:00 |
| Los Angeles Galaxy | 3 - 2 | Minnesota United       | Dignity Health Sports Park | 16 de marzo | 21:30 |
| New York City      | 2 - 2 | Los Ángeles            | Yankee Stadium             | 17 de marzo | 14:00 |
| Cincinnati         | 3 - 0 | Portland Timbers       | Nippert Stadium            | 17 de marzo | 16:00 |
| Atlanta United     | 1 - 1 | Philadelphia Union     | Mercedes-Benz Stadium      | 17 de marzo | 18:00 |
| Toronto            | 3 - 2 | New England Revolution | BMO Field                  | 17 de marzo | 18:30 |
| Colorado Rapids    | 1 - 1 | Sporting Kansas City   | Dick's Sporting Goods Park | 17 de marzo | 20:00 |

| Dallas                 | 2 - 1 | Colorado Rapids | Toyota Stadium             | 23 de marzo | 15:30 |
| New York Red Bull      | 0 - 1 | Orlando City    | Red Bull Arena             | 23 de marzo | 18:00 |
| Philadelphia Union     | 3 - 0 | Columbus Crew   | Talen Energy Stadium       | 23 de marzo | 18:30 |
| Los Angeles            | 2 - 1 | Real Salt Lake  | Banc of California Stadium | 23 de marzo | 21:30 |
| New England Revolution | 0 - 2 | Cincinnati      | Gillette Stadium           | 24 de marzo | 18:00 |
| Montreal Impact        | 1 - 0 | Columbus Crew   | Estadio Saputo             | 13 de abril | 12:00 |
| Minnesota United       | 3 - 3 | New York City   | Allianz Field              | 13 de abril | 16:00 |

| Toronto                | 4 - 0 | New York City      | BMO Field                  | 29 de marzo | 19:00 |
| Chicago Fire           | 1 - 0 | New York Red Bull  | SeatGeek Stadium           | 30 de marzo | 12:00 |
| New England Revolution | 2 - 1 | Minnesota United   | Gillette Stadium           | 30 de marzo | 13:00 |
| Sporting Kansas City   | 7 - 1 | Montreal Impact    | Children's Mercy Park      | 30 de marzo | 14:00 |
| San José Earthquakes   | 0 - 5 | Los Angeles        | Avaya Stadium              | 30 de marzo | 14:30 |
| Columbus Crew          | 2 - 0 | Atlanta United     | Mapfre Stadium             | 30 de marzo | 17:00 |
| Cincinnati             | 0 - 2 | Philadelphia Union | Nippert Stadium            | 30 de marzo | 18:30 |
| Real Salt Lake         | 2 - 4 | Dallas             | Rio Tinto Stadium          | 30 de marzo | 20:00 |
| Colorado Rapids        | 1 - 4 | Houston Dynamo     | Dick's Sporting Goods Park | 30 de marzo | 20:00 |
| Vancouver Whitecaps    | 0 - 0 | Seattle Sounders   | BC Place                   | 30 de marzo | 21:00 |
| Orlando City           | 1 - 2 | D.C. United        | Orlando City Stadium       | 31 de marzo | 17:30 |
| Los Angeles Galaxy     | 2 - 1 | Portland Timbers   | Dignity Health Sports Park | 31 de marzo | 20:00 |
| Portland Timbers       | 0 - 1 | Los Angeles        | Providence Park            | 10 de julio | 22:30 |

| Vancouver Whitecaps  | 0 - 2 | Los Angeles Galaxy     | BC Place             | 6 de abril |  |
| New York City        | 0 - 0 | Montreal Impact        | Yankee Stadium       | 6 de abril |  |
| Toronto              | 2 - 2 | Chicago Fire           | BMO Field            | 6 de abril |  |
| D.C. United          | 0 - 4 | Los Angeles            | Audi Field           | 6 de abril |  |
| New York Red Bull    | 1 - 2 | Minnesota United       | Red Bull Arena       | 7 de abril |  |
| Columbus Crew        | 1 - 0 | New England Revolution | Mapfre Stadium       | 7 de abril |  |
| Philadelphia Union   | 2 - 1 | Dallas                 | Talen Energy Stadium | 7 de abril |  |
| Orlando City         | 4 - 3 | Colorado Rapids        | Orlando City Stadium | 7 de abril |  |
| San José Earthquakes | 3 - 0 | Portland Timbers       | Avaya Stadium        | 7 de abril |  |
| Seattle Sounders     | 1 - 0 | Real Salt Lake         | CenturyLink Field    | 7 de abril |  |
| Cincinnati           | 1 - 1 | Sporting Kansas City   | Nippert Stadium      | 7 de abril |  |

| D.C. United            | 0 - 0 | Montreal Impact      | Audi Field                 | 9 de abril  |  |
| Chicago Fire           | 1 - 1 | Vancouver Whitecaps  | SeatGeek Stadium           | 12 de abril |  |
| Montreal Impact        | 1 - 0 | Columbus Crew        | Estadio Saputo             | 13 de abril |  |
| Houston Dynamo         | 2 - 1 | San José Earthquakes | BBVA Compass Stadium       | 13 de abril |  |
| Seattle Sounders       | 3 - 2 | Toronto              | CenturyLink Field          | 13 de abril |  |
| Minnesota United       | 3 - 3 | New York City        | Allianz Field              | 13 de abril |  |
| New England Revolution | 0 - 2 | Atlanta United       | Gillette Stadium           | 13 de abril |  |
| Dallas                 | 2 - 1 | Portland Timbers     | Toyota Stadium             | 13 de abril |  |
| Colorado Rapids        | 2 - 3 | D.C. United          | Dick's Sporting Goods Park | 13 de abril |  |
| Real Salt Lake         | 2 - 1 | Orlando City         | Rio Tinto Stadium          | 13 de abril |  |
| Los Angeles            | 2 - 0 | Cincinnati           | Banc of California Stadium | 13 de abril |  |
| Los Angeles Galaxy     | 2 - 0 | Philadelphia Union   | Dignity Health Sports Park | 13 de abril |  |
| Sporting Kansas City   | 2 - 2 | New York Red Bull    |                            | 14 de abril |  |

| Vancouver Whitecaps    | 1 - 0 | Los Ángeles          | BC Place                   | 18 de abril |  |
| Cincinnati             | 0 - 3 | Real Salt Lake       | Nippert Stadium            | 19 de abril |  |
| Toronto                | 4 - 3 | Minnesota United     | BMO Field                  | 19 de abril |  |
| Los Angeles Galaxy     | 2 - 1 | Houston Dynamo       | Dignity Health Sports Park | 20 de abril |  |
| Chicago Fire           | 4 - 1 | Colorado Rapids      | SeatGeek Stadium           | 20 de abril |  |
| Philadelphia Union     | 3 - 0 | Montreal Impact      | Talen Energy Stadium       | 20 de abril |  |
| Orlando City           | 1 - 0 | Vancouver Whitecaps  | Orlando City Stadium       | 20 de abril |  |
| Atlanta United         | 1 - 2 | Dallas               | Mercedes-Benz Stadium      | 20 de abril |  |
| Columbus Crew          | 1 - 3 | Portland Timbers     | Mapfre Stadium             | 20 de abril |  |
| New England Revolution | 1 - 0 | New York Red Bull    | Gillette Stadium           | 20 de abril |  |
| San José Earthquakes   | 4 - 1 | Sporting Kansas City | Avaya Stadium              | 20 de abril |  |
| D.C. United            | 0 - 2 | New York City        | Audi Field                 | 21 de abril |  |
| Los Angeles            | 4 - 1 | Seattle Sounders     | Banc of California Stadium | 21 de abril |  |

| New York City          | 1 - 0 | Chicago Fire           |  | 24 de abril |  |
| Columbus Crew          | 0 - 1 | D.C. United            |  | 24 de abril |  |
| New England Revolution | 0 - 3 | Montreal Impact        |  | 24 de abril |  |
| Minnesota United       | 0 - 0 | Los Angeles Galaxy     |  | 24 de abril |  |
| Seattle Sounders       | 2 - 2 | San José Earthquakes   |  | 24 de abril |  |
| New York City          | 1 - 1 | Orlando City           |  | 27 de abril |  |
| Toronto                | 1 - 2 | Portland Timbers       |  | 27 de abril |  |
| Dallas                 | 0 - 0 | San José Earthquakes   |  | 27 de abril |  |
| Vancouver Whitecaps    | 1 - 1 | Philadelphia Union     |  | 27 de abril |  |
| Atlanta United         | 1 - 0 | Colorado Rapids        |  | 27 de abril |  |
| New York Red Bull      | 1 - 0 | Cincinnati             |  | 27 de abril |  |
| Houston Dynamo         | 2 - 0 | Columbus Crew          |  | 27 de abril |  |
| Sporting Kansas City   | 4 - 4 | New England Revolution |  | 27 de abril |  |
| Montreal Impact        | 1 - 0 | Chicago Fire           |  | 28 de abril |  |
| Minnesota United       | 1 - 0 | D.C. United            |  | 28 de abril |  |
| Seattle Sounders       | 1 - 1 | Los Ángeles            |  | 28 de abril |  |
| Los Angeles Galaxy     | 2 - 1 | Real Salt Lake         |  | 28 de abril |  |

| Philadelphia Union   | 2 - 0 | Cincinnati             |  | 1 de mayo |  |
| Colorado Rapids      | 2 - 3 | Vancouver Whitecaps    |  | 3 de mayo |  |
| New York Red Bull    | 3 - 2 | Los Angeles Galaxy     |  | 4 de mayo |  |
| Houston Dynamo       | 2 - 1 | Dallas                 |  | 4 de mayo |  |
| Orlando City         | 0 - 2 | Toronto                |  | 4 de mayo |  |
| Montreal Impact      | 0 - 2 | New York City          |  | 4 de mayo |  |
| Philadelphia Union   | 6 - 1 | New England Revolution |  | 4 de mayo |  |
| D.C. United          | 3 - 1 | Columbus Crew          |  | 4 de mayo |  |
| Minnesota United     | 1 - 1 | Seattle Sounders       |  | 4 de mayo |  |
| Real Salt Lake       | 1 - 2 | Portland Timbers       |  | 4 de mayo |  |
| San José Earthquakes | 1 - 0 | Cincinnati             |  | 4 de mayo |  |
| Los Ángeles          | 0 - 0 | Chicago Fire           |  | 4 de mayo |  |
| Sporting Kansas City | 0 - 3 | Atlanta United         |  | 5 de mayo |  |

| Atlanta United         | 2 - 0 | Toronto                |  | 8 de mayo  |  |
| Columbus Crew          | 3 - 1 | Los Angeles Galaxy     |  | 8 de mayo  |  |
| Chicago Fire           | 5 - 0 | New England Revolution |  | 8 de mayo  |  |
| New York Red Bull      | 1 - 2 | Montreal Impact        |  | 8 de mayo  |  |
| Vancouver Whitecaps    | 1 - 0 | Portland Timbers       |  | 10 de mayo |  |
| Cincinnati             | 2 - 1 | Montreal Impact        |  | 11 de mayo |  |
| Dallas                 | 1 - 3 | New York Red Bull      |  | 11 de mayo |  |
| Toronto                | 1 - 2 | Philadelphia Union     |  | 11 de mayo |  |
| Los Angeles Galaxy     | 0 - 2 | New York City          |  | 11 de mayo |  |
| Columbus Crew          | 0 - 3 | Los Angeles            |  | 11 de mayo |  |
| New England Revolution | 3 - 1 | San José Earthquakes   |  | 11 de mayo |  |
| Chicago Fire           | 2 - 0 | Minnesota United       |  | 11 de mayo |  |
| Colorado Rapids        | 2 - 3 | Real Salt Lake         |  | 11 de mayo |  |
| Seattle Sounders       | 1 - 0 | Houston Dynamo         |  | 11 de mayo |  |
| Atlanta United         | 1 - 0 | Orlando City           |  | 12 de mayo |  |
| D.C. United            | 1 - 0 | Sporting Kansas City   |  | 12 de mayo |  |

| Toronto              | 0 - 0 | D.C. United            |  | 15 de mayo |  |
| Houston Dynamo       | 1 - 1 | Portland Timbers       |  | 15 de mayo |  |
| Vancouver Whitecaps  | 0 - 1 | Atlanta United         |  | 15 de mayo |  |
| Seattle Sounders     | 2 - 1 | Orlando City           |  | 15 de mayo |  |
| Los Angeles          | 2 - 0 | Dallas                 |  | 16 de mayo |  |
| Montreal Impact      | 0 - 0 | New England Revolution |  | 18 de mayo |  |
| Real Salt Lake       | 3 - 0 | Toronto                |  | 18 de mayo |  |
| San José Earthquakes | 4 - 1 | Chicago Fire           |  | 18 de mayo |  |
| Philadelphia Union   | 0 - 0 | Seattle Sounders       |  | 18 de mayo |  |
| Minnesota United     | 1 - 0 | Columbus Crew          |  | 18 de mayo |  |
| Houston Dynamo       | 2 - 1 | D.C. United            |  | 18 de mayo |  |
| Sporting Kansas City | 1 - 1 | Vancouver Whitecaps    |  | 18 de mayo |  |
| Orlando City         | 5 - 1 | Cincinnati             |  | 19 de mayo |  |
| New York Red Bull    | 1 - 0 | Atlanta United         |  | 19 de mayo |  |
| Dallas               | 1 - 1 | Los Ángeles            |  | 19 de mayo |  |
| Los Angeles Galaxy   | 0 - 1 | Colorado Rapids        |  | 19 de mayo |  |

| New York Red Bull      | 2 - 2 | Vancouver Whitecaps  |  | 22 de mayo |  |
| Orlando City           | 0 - 1 | Los Angeles Galaxy   |  | 24 de mayo |  |
| Real Salt Lake         | 2 - 1 | Atlanta United       |  | 24 de mayo |  |
| Los Angeles            | 4 - 2 | Montreal Impact      |  | 24 de mayo |  |
| Chicago Fire           | 1 - 1 | New York City        |  | 25 de mayo |  |
| Vancouver Whitecaps    | 2 - 1 | Dallas               |  | 25 de mayo |  |
| Cincinnati             | 0 - 2 | New York Red Bull    |  | 25 de mayo |  |
| New England Revolution | 1 - 1 | D.C. United          |  | 25 de mayo |  |
| Philadelphia Union     | 1 - 3 | Portland Timbers     |  | 25 de mayo |  |
| Minnesota United       | 1 - 0 | Houston Dynamo       |  | 25 de mayo |  |
| Colorado Rapids        | 3 - 2 | Columbus Crew        |  | 25 de mayo |  |
| Sporting Kansas City   | 3 - 2 | Seattle Sounders     |  | 26 de mayo |  |
| Toronto                | 1 - 2 | San José Earthquakes |  | 26 de mayo |  |

| Atlanta United       | 3 - 0 | Minnesota United       |  | 29 de mayo |  |
| Montreal Impact      | 2 - 1 | Real Salt Lake         |  | 29 de mayo |  |
| Philadelphia Union   | 1 - 1 | Colorado Rapids        |  | 29 de mayo |  |
| D.C. United          | 3 - 3 | Chicago Fire           |  | 29 de mayo |  |
| Sporting Kansas City | 0 - 2 | Los Angeles Galaxy     |  | 29 de mayo |  |
| Vancouver Whitecaps  | 1 - 1 | Toronto                |  | 31 de mayo |  |
| Montreal Impact      | 0 - 3 | Orlando City           |  | 1 de junio |  |
| Atlanta United       | 2 - 0 | Chicago Fire           |  | 1 de junio |  |
| New York Red Bull    | 4 - 0 | Real Salt Lake         |  | 1 de junio |  |
| Columbus Crew        | 2 - 2 | New York City          |  | 1 de junio |  |
| D.C. United          | 1 - 1 | San José Earthquakes   |  | 1 de junio |  |
| Dallas               | 2 - 1 | Seattle Sounders       |  | 1 de junio |  |
| Colorado Rapids      | 3 - 1 | Cincinnati             |  | 1 de junio |  |
| Houston Dynamo       | 1 - 1 | Sporting Kansas City   |  | 1 de junio |  |
| Portland Timbers     | 2 - 3 | Los Angeles            |  | 1 de junio |  |
| Minnesota United     | 2 - 3 | Philadelphia Union     |  | 2 de junio |  |
| Los Angeles Galaxy   | 1 - 2 | New England Revolution |  | 2 de junio |  |

| Montreal Impact      | 2 - 1 | Seattle Sounders     |  | 5 de junio |  |
| New York City        | 5 - 2 | Cincinnati           |  | 6 de junio |  |
| Toronto              | 2 - 2 | Sporting Kansas City |  | 7 de junio |  |
| San José Earthquakes | 2 - 2 | Dallas               |  | 8 de junio |  |
| Philadelphia Union   | 3 - 2 | New York Red Bull    |  | 8 de junio |  |
| Colorado Rapids      | 1 - 0 | Minnesota United     |  | 8 de junio |  |

| Cincinnati          | 0 - 2 | os Angeles Galaxy    |  | 22 de junio |  |
| Chicago Fire        | 1 - 1 | Real Salt Lake       |  | 22 de junio |  |
| Dallas              | 3 - 0 | Toronto              |  | 22 de junio |  |
| Vancouver Whitecaps | 2 - 2 | Colorado Rapids      |  | 22 de junio |  |
| Portland Timbers    | 4 - 0 | Houston Dynamo       |  | 23 de junio |  |
| Columbus Crew       | 0 - 1 | Sporting Kansas City |  | 23 de junio |  |

| New England Revolution | 1 - 1 | Philadelphia Union   |  | 26 de junio |  |
| Montreal Impact        | 2 - 1 | Portland Timbers     |  | 26 de junio |  |
| D.C. United            | 1 - 0 | Orlando City         |  | 26 de junio |  |
| Toronto                | 3 - 2 | Atlanta United       |  | 26 de junio |  |
| Dallas                 | 2 - 2 | Vancouver Whitecaps  |  | 26 de junio |  |
| San José Earthquakes   | 2 - 0 | Houston Dynamo       |  | 26 de junio |  |
| New York Red Bull      | 3 - 1 | Chicago Fire         |  | 28 de junio |  |
| Colorado Rapids        | 1 - 0 | Los Ángeles          |  | 28 de junio |  |
| Minnesota United       | 7 - 1 | Cincinnati           |  | 29 de junio |  |
| Atlanta United         | 2 - 1 | Montreal Impact      |  | 29 de junio |  |
| New York City          | 4 - 2 | Philadelphia Union   |  | 29 de junio |  |
| Columbus Crew          | 0 - 2 | Orlando City         |  | 29 de junio |  |
| New England Revolution | 2 - 1 | Houston Dynamo       |  | 29 de junio |  |
| D.C. United            | 1 - 1 | Toronto              |  | 29 de junio |  |
| Real Salt Lake         | 2 - 0 | Sporting Kansas City |  | 29 de junio |  |
| San José Earthquakes   | 3 - 0 | Los Angeles Galaxy   |  | 29 de junio |  |
| Seattle Sounders       | 1 - 0 | Vancouver Whitecaps  |  | 29 de junio |  |
| Portland Timbers       | 1 - 0 | Dallas               |  | 1 de julio  |  |

| New York City        | 3 - 0 | Seattle Sounders       |  | 3 de julio |  |
| Orlando City         | 1 - 3 | Philadelphia Union     |  | 3 de julio |  |
| Chicago Fire         | 5 - 1 | Atlanta United         |  | 3 de julio |  |
| Minnesota United     | 3 - 1 | San José Earthquakes   |  | 3 de julio |  |
| Sporting Kansas City | 1 - 5 | Los Angeles            |  | 3 de julio |  |
| Houston Dynamo       | 4 - 0 | New York Red Bull      |  | 3 de julio |  |
| Real Salt Lake       | 1 - 0 | Columbus Crew          |  | 3 de julio |  |
| Colorado Rapids      | 1 - 2 | New England Revolution |  | 4 de julio |  |
| Dallas               | 2 - 0 | D.C. United            |  | 4 de julio |  |
| Los Angeles Galaxy   | 2 - 0 | Toronto                |  | 4 de julio |  |
| Cincinnati           | 3 - 2 | Houston Dynamo         |  | 6 de julio |  |
| Columbus Crew        | 1 - 2 | Seattle Sounders       |  | 6 de julio |  |
| Montreal Impact      | 2 - 3 | Minnesota United       |  | 6 de julio |  |
| Sporting Kansas City | 1 - 0 | Chicago Fire           |  | 6 de julio |  |
| Los Angeles          | 6 - 1 | Vancouver Whitecaps    |  | 6 de julio |  |
| San José Earthquakes | 1 - 0 | Real Salt Lake         |  | 6 de julio |  |
| Atlanta United       | 3 - 3 | New York Red Bull      |  | 7 de julio |  |
| New York City        | 0 - 1 | Portland Timbers       |  | 7 de julio |  |
| Philadelphia Union   | 2 - 2 | Orlando City           |  | 7 de julio |  |

| D.C. United         | 2 - 2 | New England Revolution |  | 12 de julio |  |
| Houston Dynamo      | 1 - 3 | Los Angeles            |  | 12 de julio |  |
| Los Angeles Galaxy  | 1 - 3 | San José Earthquakes   |  | 13 de julio |  |
| Montreal Impact     | 0 - 2 | Toronto                |  | 13 de julio |  |
| Orlando City        | 1 - 0 | Columbus Crew          |  | 13 de julio |  |
| Chicago Fire        | 1 - 2 | Cincinnati             |  | 13 de julio |  |
| Minnesota United    | 1 - 0 | Dallas                 |  | 13 de julio |  |
| Real Salt Lake      | 4 - 0 | Philadelphia Union     |  | 13 de julio |  |
| Vancouver Whitecaps | 0 - 3 | Sporting Kansas City   |  | 13 de julio |  |
| Portland Timbers    | 2 - 2 | Colorado Rapids        |  | 14 de julio |  |
| Seattle Sounders    | 2 - 1 | Atlanta United         |  | 14 de julio |  |
| New York Red Bull   | 2 - 1 | New York City          |  | 14 de julio |  |

| Atlanta United         | 5 - 0 | Houston Dynamo         |  | 17 de julio |  |
| New England Revolution | 4 - 0 | Vancouver Whitecaps    |  | 17 de julio |  |
| Chicago Fire           | 2 - 2 | Columbus Crew          |  | 17 de julio |  |
| Toronto                | 3 - 1 | New York Red Bull      |  | 17 de julio |  |
| Cincinnati             | 1 - 4 | D.C. United            |  | 18 de julio |  |
| Portland Timbers       | 1 - 1 | Orlando City           |  | 18 de julio |  |
| Los Angeles Galaxy     | 3 - 2 | Los Ángeles            |  | 19 de julio |  |
| Columbus Crew          | 2 - 1 | Montreal Impact        |  | 20 de julio |  |
| Philadelphia Union     | 2 - 0 | Chicago Fire           |  | 20 de julio |  |
| Toronto                | 1 - 3 | Houston Dynamo         |  | 20 de julio |  |
| Sporting Kansas City   | 0 - 2 | Dallas                 |  | 20 de julio |  |
| Real Salt Lake         | 1 - 1 | Minnesota United       |  | 20 de julio |  |
| Vancouver Whitecaps    | 1 - 3 | San José Earthquakes   |  | 20 de julio |  |
| Colorado Rapids        | 1 - 2 | New York City          |  | 20 de julio |  |
| Atlanta United         | 2 - 0 | D.C. United            |  | 21 de julio |  |
| Cincinnati             | 0 - 2 | New England Revolution |  | 21 de julio |  |
| Orlando City           | 0 - 1 | New York Red Bull      |  | 21 de julio |  |
| Seattle Sounders       | 1 - 2 | Portland Timbers       |  | 21 de julio |  |

| New York City          | 3 - 1 | Sporting Kansas City |  | 26 de julio |  |
| Los Angeles            | 4 - 3 | Atlanta United       |  | 26 de julio |  |
| New England Revolution | 4 - 1 | Orlando City         |  | 27 de julio |  |
| New York Red Bull      | 2 - 3 | Columbus Crew        |  | 27 de julio |  |
| Chicago Fire           | 0 - 0 | D.C. United          |  | 27 de julio |  |
| Dallas                 | 0 - 0 | Real Salt Lake       |  | 27 de julio |  |
| Houston Dynamo         | 0 - 1 | Seattle Sounders     |  | 27 de julio |  |
| Minnesota United       | 0 - 0 | Vancouver Whitecaps  |  | 27 de julio |  |
| Montreal Impact        | 4 - 0 | Philadelphia Union   |  | 27 de julio |  |
| Toronto                | 2 - 1 | Cincinnati           |  | 27 de julio |  |
| San José Earthquakes   | 3 - 1 | Colorado Rapids      |  | 27 de julio |  |
| Portland Timbers       | 4 - 0 | Los Angeles Galaxy   |  | 27 de julio |  |
| Atlanta United         | 3 - 0 | Los Angeles Galaxy   |  | 3 de agosto |  |
| New York Red Bull      | 2 - 0 | Toronto              |  | 3 de agosto |  |
| New England Revolution | 0 - 2 | Los Angeles          |  | 3 de agosto |  |
| Orlando City           | 2 - 0 | Dallas               |  | 3 de agosto |  |
| Cincinnati             | 1 - 2 | Vancouver Whitecaps  |  | 3 de agosto |  |
| Colorado Rapids        | 6 - 3 | Montreal Impact      |  | 3 de agosto |  |
| Houston Dynamo         | 0 - 1 | Chicago Fire         |  | 3 de agosto |  |
| Real Salt Lake         | 3 - 1 | New York City        |  | 3 de agosto |  |
| San José Earthquakes   | 1 - 1 | Columbus Crew        |  | 3 de agosto |  |
| Minnesota United       | 1 - 0 | Portland Timbers     |  | 4 de agosto |  |
| D.C. United            | 1 - 5 | Philadelphia Union   |  | 4 de agosto |  |
| Seattle Sounders       | 2 - 3 | Sporting Kansas City |  | 4 de agosto |  |

| New York City        | 3 - 2 | Houston Dynamo         |  | 8 de agosto  |  |
| Seattle Sounders     | 3 - 3 | New England Revolution |  | 10 de agosto |  |
| Columbus Crew        | 2 - 2 | Cincinnati             |  | 10 de agosto |  |
| Toronto              | 1 - 1 | Orlando City           |  | 10 de agosto |  |
| Dallas               | 5 - 3 | Minnesota United       |  | 10 de agosto |  |
| Sporting Kansas City | 1 - 2 | Real Salt Lake         |  | 10 de agosto |  |
| Chicago Fire         | 3 - 2 | Montreal Impact        |  | 10 de agosto |  |
| Colorado Rapids      | 2 - 1 | San José Earthquakes   |  | 10 de agosto |  |
| Portland Timbers     | 3 - 1 | Vancouver Whitecaps    |  | 11 de agosto |  |
| Atlanta United       | 2 - 1 | New York City          |  | 11 de agosto |  |
| Philadelphia Union   | 2 - 1 | Houston Dynamo         |  | 11 de agosto |  |
| D.C. United          | 2 - 1 | Los Angeles Galaxy     |  | 11 de agosto |  |
| Los Angeles          | 4 - 2 | New York Red Bull      |  | 11 de agosto |  |

| Orlando City         | 1 - 0 | Sporting Kansas City   |  | 14 de agosto |  |
| Minnesota United     | 1 - 0 | Colorado Rapids        |  | 14 de agosto |  |
| Real Salt Lake       | 3 - 0 | Seattle Sounders       |  | 14 de agosto |  |
| Los Angeles Galaxy   | 2 - 0 | Dallas                 |  | 14 de agosto |  |
| Portland Timbers     | 3 - 2 | Chicago Fire           |  | 15 de agosto |  |
| New York Red Bull    | 1 - 1 | New England Revolution |  |              |  |
| Cincinnati           | 1 - 4 | New York City          |  |              |  |
| Columbus Crew        | 2 - 2 | Toronto                |  |              |  |
| Montreal Impact      | 3 - 3 | Dallas                 |  |              |  |
| Chicago Fire         | 2 - 0 | Philadelphia Union     |  |              |  |
| Minnesota United     | 1 - 1 | Orlando City           |  |              |  |
| Sporting Kansas City | 2 - 1 | San José Earthquakes   |  |              |  |
| Houston Dynamo       | 2 - 2 | Colorado Rapids        |  |              |  |
| Los Angeles Galaxy   | 2 - 2 | Seattle Sounders       |  |              |  |
| Real Salt Lake       | 0 - 2 | Los Angeles            |  |              |  |
| Vancouver Whitecaps  | 1 - 0 | D.C. United            |  |              |  |
| Portland Timbers     | 0 - 2 | Atlanta United         |  | 18 de agosto |  |

| New York City          | 1 - 0 | Columbus Crew        |  | 21 de agosto |  |
| D.C. United            | 1 - 2 | New York Red Bull    |  | 21 de agosto |  |
| Los Angeles            | 4 - 0 | San José Earthquakes |  | 21 de agosto |  |
| Sporting Kansas City   | 1 - 0 | Minnesota United     |  | 22 de agosto |  |
| Orlando City           | 0 - 1 | Atlanta United       |  | 23 de agosto |  |
| Portland Timbers       | 1 - 2 | Seattle Sounders     |  | 23 de agosto |  |
| New York City          | 2 - 1 | New York Red Bull    |  | 24 de agosto |  |
| New England Revolution | 2 - 1 | Chicago Fire         |  | 24 de agosto |  |
| Philadelphia Union     | 3 - 1 | D.C. United          |  | 24 de agosto |  |
| Toronto                | 2 - 1 | Montreal Impact      |  | 24 de agosto |  |
| Real Salt Lake         | 2 - 0 | Colorado Rapids      |  | 24 de agosto |  |
| San José Earthquakes   | 3 - 1 | Vancouver Whitecaps  |  | 24 de agosto |  |
| Cincinnati             | 1 - 3 | Columbus Crew        |  | 25 de agosto |  |
| Dallas                 | 5 - 1 | Houston Dynamo       |  | 25 de agosto |  |
| Los Ángeles            | 3 - 3 | Los Angeles Galaxy   |  | 25 de agosto |  |

| Montreal Impact        | 2 - 1 | Vancouver Whitecaps |  | 28 de agosto    |  |
| New York Red Bull      | 0 - 2 | Colorado Rapids     |  | 31 de agosto    |  |
| Columbus Crew          | 1 - 1 | Chicago Fire        |  | 31 de agosto    |  |
| Montreal Impact        | 0 - 3 | D.C. United         |  | 31 de agosto    |  |
| New England Revolution | 1 - 1 | Toronto             |  | 31 de agosto    |  |
| Philadelphia Union     | 3 - 1 | Atlanta United      |  | 31 de agosto    |  |
| Dallas                 | 3 - 1 | Cincinnati          |  | 31 de agosto    |  |
| Sporting Kansas City   | 1 - 0 | Houston Dynamo      |  | 31 de agosto    |  |
| Vancouver Whitecaps    | 1 - 3 | New York City       |  | 31 de agosto    |  |
| Portland Timbers       | 1 - 0 | Real Salt Lake      |  | 31 de agosto    |  |
| San José Earthquakes   | 3 - 0 | Orlando City        |  | 31 de agosto    |  |
| Seattle Sounders       | 4 - 3 | Los Angeles Galaxy  |  | 1 de septiembre |  |
| Los Ángeles            | 0 - 2 | Minnesota United    |  | 1 de septiembre |  |

| New York City FC | 2 - 1 | New England Revolution |  | 7 de septiembre |  |
| FC Cincinnati    | 1 - 5 | Toronto FC             |  | 7 de septiembre |  |
| Orlando City     | 2 - 2 | Los Angeles FC         |  | 7 de septiembre |  |
| Colorado Rapids  | 2 - 0 | Seattle Sounders       |  | 7 de septiembre |  |
| Portland Timbers | 2 - 1 | Sporting Kansas City   |  | 7 de septiembre |  |

| New York City FC       | 1 - 1 | Toronto FC             |  | 11 de septiembre |  |
| Houston Dynamo         | 2 - 0 | Minnesota United FC    |  | 11 de septiembre |  |
| Colorado Rapids        | 2 - 1 | Los Angeles Galaxy     |  | 11 de septiembre |  |
| Real Salt Lake         | 1 - 0 | San José Earthquakes   |  | 11 de septiembre |  |
| New York City FC       | 2 - 1 | San José Earthquakes   |  | 14 de septiembre |  |
| Chicago Fire           | 4 - 0 | FC Dallas              |  | 14 de septiembre |  |
| Atlanta United FC      | 1 - 3 | Columbus Crew          |  | 14 de septiembre |  |
| Montreal Impact        | 0 - 1 | FC Cincinnati          |  | 14 de septiembre |  |
| Orlando City           | 3 - 2 | New England Revolution |  | 14 de septiembre |  |
| Philadelphia Union     | 1 - 1 | Los Angeles FC         |  | 14 de septiembre |  |
| Vancouver Whitecaps FC | 2 - 1 | Houston Dynamo         |  | 14 de septiembre |  |
| Portland Timbers       | 0 - 1 | DC United              |  | 15 de septiembre |  |
| Toronto FC             | 3 - 2 | Colorado Rapids        |  | 15 de septiembre |  |
| Minnesota United FC    | 3 - 1 | Real Salt Lake         |  | 15 de septiembre |  |
| Seattle Sounders       | 4 - 2 | New York Red Bull      |  | 15 de septiembre |  |
| Los Angeles Galaxy     | 7 - 2 | Sporting Kansas City   |  | 15 de septiembre |  |

| FC Cincinnati          | 0 - 2 | Atlanta United FC    |  | 18 de septiembre |  |
| Portland Timbers       | 0 - 2 | New York Red Bull    |  | 18 de septiembre |  |
| Seattle Sounders       | 0 - 0 | FC Dallas            |  | 18 de septiembre |  |
| Atlanta United FC      | 3 - 1 | San José Earthquakes |  | 21 de septiembre |  |
| Vancouver Whitecaps FC | 1 - 1 | Columbus Crew        |  | 21 de septiembre |  |
| FC Cincinnati          | 0 - 0 | Chicago Fire         |  | 21 de septiembre |  |
| New England Revolution | 0 - 0 | Real Salt Lake       |  | 21 de septiembre |  |
| Houston Dynamo         | 2 - 1 | Orlando City         |  | 21 de septiembre |  |
| Sporting Kansas City   | 2 - 3 | Colorado Rapids      |  | 21 de septiembre |  |
| Los Angeles Galaxy     | 2 - 1 | Montreal Impact      |  | 21 de septiembre |  |
| Los Angeles FC         | 1 - 1 | Toronto FC           |  | 21 de septiembre |  |
| Portland Timbers       | 0 - 0 | Minnesota United FC  |  | 22 de septiembre |  |
| FC Dallas              | 1 - 1 | New York City FC     |  | 22 de septiembre |  |
| New York Red Bull      | 2 - 0 | Philadelphia Union   |  | 22 de septiembre |  |
| DC United              | 2 - 0 | Seattle Sounders     |  | 22 de septiembre |  |

| New York City FC       | 4 - 1 | Atlanta United FC      |  | 25 de septiembre |  |
| Minnesota United FC    | 2 - 1 | Sporting Kansas City   |  | 25 de septiembre |  |
| Real Salt Lake         | 1 - 2 | Los Angeles Galaxy     |  | 25 de septiembre |  |
| Portland Timbers       | 2 - 2 | New England Revolution |  | 25 de septiembre |  |
| Los Angeles FC         | 3 - 1 | Houston Dynamo         |  | 25 de septiembre |  |
| San José Earthquakes   | 1 - 2 | Philadelphia Union     |  | 26 de septiembre |  |
| Chicago Fire           | 2 - 2 | Toronto FC             |  | 29 de septiembre |  |
| FC Cincinnati          | 1 - 1 | Orlando City           |  | 29 de septiembre |  |
| Columbus Crew          | 2 - 0 | Philadelphia Union     |  | 29 de septiembre |  |
| Montreal Impact        | 1 - 1 | Atlanta United FC      |  | 29 de septiembre |  |
| New England Revolution | 2 - 0 | New York City FC       |  | 29 de septiembre |  |
| New York Red Bull      | 0 - 0 | DC United              |  | 29 de septiembre |  |
| Colorado Rapids        | 3 - 0 | FC Dallas              |  | 29 de septiembre |  |
| Los Angeles Galaxy     | 3 - 4 | Vancouver Whitecaps FC |  | 29 de septiembre |  |
| Minnesota United FC    | 1 - 1 | Los Angeles FC         |  | 29 de septiembre |  |
| Real Salt Lake         | 2 - 1 | Houston Dynamo         |  | 29 de septiembre |  |
| San José Earthquakes   | 0 - 1 | Seattle Sounders       |  | 29 de septiembre |  |
| Sporting Kansas City   | 2 - 2 | Portland Timbers       |  | 29 de septiembre |  |

| Atlanta United      | 3 - 1 | New England Revolution |  | 6 de octubre |  |
| D.C. United         | 0 - 0 | Cincinnati             |  | 6 de octubre |  |
| Dallas              | 6 - 0 | Sporting Kansas City   |  | 6 de octubre |  |
| Houston Dynamo      | 4 - 2 | Los Angeles Galaxy     |  | 6 de octubre |  |
| Los Angeles         | 3 - 1 | Colorado Rapids        |  | 6 de octubre |  |
| Montreal Impact     | 3 - 0 | New York Red Bull      |  | 6 de octubre |  |
| Orlando City        | 2 - 5 | Chicago Fire           |  | 6 de octubre |  |
| Philadelphia Union  | 1 - 2 | New York City          |  | 6 de octubre |  |
| Portland Timbers    | 3 - 1 | San José Earthquakes   |  | 6 de octubre |  |
| Seattle Sounders    | 1 - 0 | Minnesota United       |  | 6 de octubre |  |
| Toronto             | 1 - 0 | Columbus Crew          |  | 6 de octubre |  |
| Vancouver Whitecaps | 0 - 1 | Real Salt Lake         |  | 6 de octubre |  |

## Playoffs
Los playoffs de la MLS se ampliaron de 12 participantes a 14 para la temporada 2019, eliminando la serie anterior en la cual se realizaban partidos de ida y vuelta, volviendo a jugarse encuentros de eliminación simple. Los siete mejores equipos de cada conferencia avanzarán a un solo grupo eliminatorio, y el mejor club de cada conferencia clasificará automáticamente a la ronda siguiente. La fase final comenzó el 19 de octubre de 2019 y finalizó el 10 de noviembre con la final de la MLS Cup.

### Primera ronda
Conferencia Este
| 19 de octubre de 2019 | Atlanta United | 1:0 (0:0) | New England Revolution | Mercedes-Benz Stadium, Atlanta, Georgia                 |                                                         |
| 13:00 (UTC-4)         | Escobar 70'    | Reporte   |                        | Asistencia: 66.114 espectadores Árbitro(s): Kevin Stott | Asistencia: 66.114 espectadores Árbitro(s): Kevin Stott |

| 20 de octubre de 2019 | Philadelphia Union                                          | 4:3 (3:3, 1:3) (t. s.) | New York Red Bulls                  | Talen Energy Stadium, Chester, Pensilvania              |                                                         |
| 15:00 (UTC-4)         | Bedoya 30' · Elliott 52' · Fafà Picault 78' · Fbaián 105+1' | Reporte                | Sims 6' · Parker 24' · Barlow 45+4' | Asistencia: 25.331 espectadores Árbitro(s): Chris Penso | Asistencia: 25.331 espectadores Árbitro(s): Chris Penso |

| 19 de octubre de 2019 | Toronto FC                                                 | 5:1 (1:1, 1:0) (t. s.) | D.C. United     | BMO Field, Toronto, Ontario                               |                                                           |
| 18:00 (UTC-4)         | Delgado 32' · Laryea 93' · Osorio 95' 103' · DeLeon 105+1' | Reporte                | Rodríguez 90+3' | Asistencia: 18.530 espectadores Árbitro(s): Allen Chapman | Asistencia: 18.530 espectadores Árbitro(s): Allen Chapman |

Conferencia Oeste
| 19 de octubre de 2019 | Seattle Sounders                  | 4:3 (3:3, 2:1) (t. s.) | FC Dallas                            | CenturyLink Field, Seattle, Washington                   |                                                          |
| 12:30 (UTC-7)         | Ruidíaz 18' · Morris 22' 74' 113' | Reporte                | Cannon 39' · Hedges 64' · Acosta 82' | Asistencia: 37.722 espectadores Árbitro(s): Nima Saghafi | Asistencia: 37.722 espectadores Árbitro(s): Nima Saghafi |

| 19 de octubre de 2019 | Real Salt Lake              | 2:1 (1:0) | Portland Timbers | Rio Tinto Stadium, Sandy, Utah                            |                                                           |
| 20:00 (UTC-6)         | Kreilach 28' · Savarino 87' | Reporte   | Asprilla 47'     | Asistencia: 17.452 espectadores Árbitro(s): Ismail Elfath | Asistencia: 17.452 espectadores Árbitro(s): Ismail Elfath |

| 20 de octubre de 2019 | Minnesota United | 1:2 (0:0) | Los Angeles Galaxy           | Allianz Field, Saint Paul, Minnesota                  |                                                       |
| 19:30 (UTC-5)         | Greguš 87'       | Reporte   | Lletget 71' · dos Santos 75' | Asistencia: 19.939 espectadores Árbitro(s): Ted Unkel | Asistencia: 19.939 espectadores Árbitro(s): Ted Unkel |

### Semifinales de Conferencia
Conferencia Este
| 23 de octubre de 2019 | New York City FC   | 1:2 (0:0) | Toronto FC             | Citi Field, Nueva York, Nueva York                       |                                                          |
| 19:00 (UTC-4)         | Tajouri-Shradi 69' | Reporte   | Pozuelo 47' 90' (pen.) | Asistencia: 19.829 espectadores Árbitro(s): Jair Marrufo | Asistencia: 19.829 espectadores Árbitro(s): Jair Marrufo |

| 24 de octubre de 2019 | Atlanta United             | 2:0 (1:0) | Philadelphia Union | Mercedes-Benz Stadium, Atlanta, Georgia                   |                                                           |
| 19:30 (UTC-4)         | Gressel 10' · Martínez 80' | Reporte   |                    | Asistencia: 41.507 espectadores Árbitro(s): Ismail Elfath | Asistencia: 41.507 espectadores Árbitro(s): Ismail Elfath |

Conferencia Oeste
| 23 de octubre de 2019 | Seattle Sounders           | 2:0 (0:0) | Real Salt Lake | CenturyLink Field, Seattle, Washington                 |                                                        |
| 19:00 (UTC-7)         | Svensson 64' · Lodeiro 81' | Reporte   |                | Asistencia: 37.722 espectadores Árbitro(s): Alan Kelly | Asistencia: 37.722 espectadores Árbitro(s): Alan Kelly |

| 24 de octubre de 2019 | Los Angeles FC                              | 5:3 (2:1) | Los Angeles Galaxy                          | Banc of California Stadium, Los Ángeles, California     |                                                         |
| 19:30 (UTC-7)         | Vela 16' 40' · Rossi 66' · Diomande 68' 80' | Reporte   | Pavón 41' · Ibrahimović 55' · Feltscher 77' | Asistencia: 22.902 espectadores Árbitro(s): Kevin Stott | Asistencia: 22.902 espectadores Árbitro(s): Kevin Stott |

### Finales de Conferencia
Conferencia Este
| 30 de octubre de 2019 | Atlanta United | 1:2 (1:1) | Toronto FC               | Mercedes-Benz Stadium, Atlanta, Georgia                |                                                        |
| 20:00 (UTC-4)         | Gressel 4'     | Reporte   | Benezet 14' · DeLeon 78' | Asistencia: 44.055 espectadores Árbitro(s): Alan Kelly | Asistencia: 44.055 espectadores Árbitro(s): Alan Kelly |

Conferencia Oeste
| 29 de octubre de 2019 | Los Angeles FC | 1:3 (1:2) | Seattle Sounders              | Banc of California Stadium, Los Ángeles, California      |                                                          |
| 19:00 (UTC-7)         | Atuesta 17'    | Reporte   | Ruidíaz 22' 64' · Lodeiro 26' | Asistencia: 22.099 espectadores Árbitro(s): Jair Marrufo | Asistencia: 22.099 espectadores Árbitro(s): Jair Marrufo |

### MLS Cup 2019
| 10 de noviembre de 2019 | Seattle Sounders                          | 3:1 (0:0) | Toronto FC     | CenturyLink Field, Seattle, Washington                    |                                                           |
| 12:00 (UTC-8)           | Leerdam 57' · Rodríguez 76' · Ruidíaz 90' | Reporte   | Altidore 90+3' | Asistencia: 69.274 espectadores Árbitro(s): Allen Chapman | Asistencia: 69.274 espectadores Árbitro(s): Allen Chapman |

|                                       |
| Bandera del Estado de Washington      |
| Campeón Seattle Sounders FC 2º título |

## Estadísticas

### Goleadores
| Carlos Vela                             | Los Angeles FC       | 34 | 31 |
| Zlatan Ibrahimović                      | Los Angeles Galaxy   | 30 | 29 |
| Josef Martínez                          | Atlanta United FC    | 27 | 29 |
| Diego Rossi                             | Los Angeles FC       | 16 | 34 |
| Héber                                   | New York City FC     | 15 | 22 |
| Kacper Przybyłko                        | Philadelphia Union   | 15 | 26 |
| Chris Wondolowski                       | San Jose Earthquakes | 15 | 32 |
| Kei Kamara                              | Colorado Rapids      | 14 | 29 |
| Mauro Manotas                           | Houston Dynamo       | 13 | 32 |
| C.J. Sapong                             | Chicago Fire         | 13 | 32 |
| Última actualización: diciembre de 2019 |                      |    |    |

### Asistencias
| Maximiliano Moralez                     | New York City FC       | 20 | 29 |
| Diego Valeri                            | Portland Timbers       | 16 | 31 |
| Michael Barrios                         | FC Dallas              | 15 | 32 |
| Carlos Vela                             | Los Angeles FC         | 15 | 31 |
| Carles Gil                              | New England Revolution | 14 | 34 |
| Cristian Espinoza                       | San Jose Earthquakes   | 13 | 30 |
| Nicolás Gaitán                          | Chicago Fire           | 12 | 27 |
| Última actualización: diciembre de 2019 |                        |    |    |

## Premios y reconocimientos

### Jugador de la semana
| Semana    | Futbolista         | Equipo               |
| --------- | ------------------ | -------------------- |
| Semana 1  | Jordan Morris      | Seattle Sounders FC  |
| Semana 2  | Carlos Vela        | Los Angeles FC       |
| Semana 3  | Wayne Rooney       | D.C. United          |
| Semana 4  | David Accam        | Philadelphia Union   |
| Semana 5  | Carlos Vela        | Los Angeles FC       |
| Semana 6  | Diego Rossi        | Los Angeles FC       |
| Semana 7  | Ezequiel Barco     | Atlanta United FC    |
| Semana 8  | Alejandro Pozuelo  | Toronto FC           |
| Semana 9  | Evan Bush          | Montreal Impact      |
| Semana 10 | Ezequiel Barco     | Atlanta United FC    |
| Semana 11 | Nicolás Gaitán     | Chicago Fire         |
| Semana 12 | Chris Wondolowski  | San Jose Earthquakes |
| Semana 13 | Johnny Russell     | Sporting Kansas City |
| Semana 14 | Josef Martínez     | Atlanta United FC    |
| Semana 15 | Ilsinho            | Philadelphia Union   |
| Semana 16 | Diego Valeri       | Portland Timbers     |
| Semana 17 | Valeri Qazaishvili | San Jose Earthquakes |
| Semana 18 | Carlos Vela        | Los Angeles FC       |
| Semana 19 | Jefferson Savarino | Real Salt Lake       |
| Semana 20 | Zlatan Ibrahimović | Los Angeles Galaxy   |
| Semana 21 | Lassi Lappalainen  | Montreal Impact      |
| Semana 22 | Alejandro Bedoya   | Philadelphia Union   |
| Semana 23 | Josef Martínez     | Atlanta United FC    |
| Semana 24 | Zlatan Ibrahimović | Los Angeles Galaxy   |
| Semana 25 | Carlos Vela        | Los Angeles FC       |
| Semana 26 | Mason Toye         | Minnesota United FC  |
| Semana 27 | Andre Shinyashiki  | Colorado Rapids      |
| Semana 28 | Zlatan Ibrahimović | Los Angeles Galaxy   |
| Semana 29 | Josef Martínez     | Atlanta United FC    |
| Semana 30 | Carlos Vela        | Los Angeles FC       |
| Semana 31 | Carlos Vela        | Los Angeles FC       |

### Gol de la semana
| Semana    | Futbolista         | Equipo                 |
| --------- | ------------------ | ---------------------- |
| Semana 1  | Andre Shinyashiki  | Colorado Rapids        |
| Semana 2  | Memo Rodriguez     | Houston Dynamo         |
| Semana 3  | Allan Cruz         | FC Cincinnati          |
| Semana 4  | Kekuta Manneh      | FC Cincinnati          |
| Semana 5  | Alejandro Pozuelo  | Toronto FC             |
| Semana 6  | Nicolás Lodeiro    | Seattle Sounders FC    |
| Semana 7  | Ezequiel Barco     | Atlanta United FC      |
| Semana 8  | Alejandro Pozuelo  | Toronto FC             |
| Semana 9  | Bill Tuiloma       | Portland Timbers       |
| Semana 10 | Ezequiel Barco     | Atlanta United FC      |
| Semana 11 | Gonzalo Martínez   | Atlanta United FC      |
| Semana 12 | Sebastian Saucedo  | Real Salt Lake         |
| Semana 13 | Jefferson Savarino | Real Salt Lake         |
| Semana 14 | Haris Medunjanin   | Philadelphia Union     |
| Semana 15 | Jordan Hamilton    | Toronto FC             |
| Semana 16 | Yordy Reyna        | Vancouver Whitecaps FC |
| Semana 17 | Orji Okwonkwo      | Montreal Impact        |
| Semana 18 | Ebenezer Ofori     | New York City FC       |
| Semana 19 | Raúl Ruidíaz       | Seattle Sounders FC    |
| Semana 20 | Zlatan Ibrahimović | LA Galaxy              |
| Semana 21 | Jordan Morris      | Seattle Sounders FC    |
| Semana 22 | Albert Rusnák      | Real Salt Lake         |
| Semana 23 | Theo Bair          | Vancouver Whitecaps FC |
| Semana 24 | Josef Martínez     | Atlanta United FC      |
| Semana 25 | Carlos Vela        | Los Angeles FC         |
| Semana 26 | Josef Martínez     | Atlanta United FC      |
| Semana 27 | Benny Feilhaber    | Sporting Kansas City   |
| Semana 28 | Nicolás Lodeiro    | Seattle Sounders FC    |
| Semana 29 | Josef Martínez     | Atlanta United FC      |
| Semana 30 | Julian Gressel     | Atlanta United FC      |
| Semana 31 | Julian Gressel     | Atlanta United FC      |

### Jugador del mes
| Mes        | Futbolista          | Equipo               |
| ---------- | ------------------- | -------------------- |
| Marzo      | Carlos Vela         | Los Angeles FC       |
| Abril      | Carlos Vela         | Los Angeles FC       |
| Mayo       | Chris Wondolowski   | San Jose Earthquakes |
| Junio      | Maximiliano Moralez | New York City FC     |
| Julio      | Josef Martínez      | Atlanta United FC    |
| Agosto     | Josef Martínez      | Atlanta United FC    |
| Septiembre | Carlos Vela         | Los Angeles FC       |

### Premios anuales
| Premio                    | Ganador           | Equipo                 |
| ------------------------- | ----------------- | ---------------------- |
| Jugador Más Valioso       | Carlos Vela       | Los Angeles FC         |
| Bota de Oro               | Carlos Vela       | Los Angeles FC         |
| Entrenador del año        | Bob Bradley       | Los Angeles FC         |
| Portero del año           | Vito Mannone      | Minnesota United FC    |
| Defensa del año           | Ike Opara         | Minnesota United FC    |
| Novato del año            | Andre Shinyashiki | Colorado Rapids        |
| Contratación del año      | Carles Gil        | New England Revolution |
| Atajada del año           | Nick Rimando      | Real Salt Lake         |
| Gol del año               | Josef Martínez    | Atlanta United FC      |
| Espírirtu de superación   | Jordan Morris     | Seattle Sounders FC    |
| Humanitario del año       | Matt Lampson      | Los Angeles Galaxy     |
| Árbitro del año           | Allen Chapman     | Allen Chapman          |
| Árbitro asistente del año | Brian Dunn        | Brian Dunn             |

### Equipo ideal de la temporada
El 29 de octubre se anunció el equipo ideal de la temporada (denominada MLS Best XI), que reconoce a los 11 mejores jugadores de la Major League Soccer.
| Pos. | Futbolista          | Equipo                 |
| ---- | ------------------- | ---------------------- |
| POR  | Vito Mannone        | Minnesota United FC    |
| DEF  | Ike Opara           | Minnesota United FC    |
| DEF  | Miles Robinson      | Atlanta United FC      |
| DEF  | Walker Zimmerman    | Los Angeles FC         |
| MED  | Eduard Atuesta      | Los Angeles FC         |
| MED  | Carles Gil          | New England Revolution |
| MED  | Maximiliano Morález | New York City FC       |
| MED  | Alejandro Pozuelo   | Toronto FC             |
| DEL  | Zlatan Ibrahimović  | Los Angeles Galaxy     |
| DEL  | Josef Martínez      | Atlanta United FC      |
| DEL  | Carlos Vela         | Los Angeles FC         |

## Juego de las estrellas
El juego de las estrellas de la MLS 2019 fue la 24ª edición del Juego de las Estrellas de la MLS. El partido se disputó el 31 de julio de 2019 entre el Equipo de las Estrellas de la MLS y el Atlético de Madrid de España, en el Exploria Stadium en Orlando, Florida. El equipo español ganó el encuentro por 3-0 con goles de Marcos Llorente (43'), João Félix (85') y Diego Costa (90+3'). Llorente fue elegido como el jugador más valioso del juego de las estrellas.